# Вооружённая исламская группа
Вооружённая исламская группа, ВИГ (фр. Groupe Islamique Armé; араб. الجماعة الإسلامية المسلّحة‎, аль-Джама̄ʿа аль-ʾИсла̄мийя аль-Мусаллах̣а) — исламистская террористическая группа, стремившаяся свергнуть светский режим в Алжире, заменив его исламским государством.
Лидер группировки, Хасан Хаттаб, определил цель группы так: «Терроризировать неисламские организации и подстрекать к радикализации настроений живущих в Европе мусульман». ВИГ использовала методы террора с 1992 года, после того, как были отменены результаты выборов в Алжире, на которых победу одержал Исламский фронт спасения (ИФС).
Нападениям подвергались, как правило, агенты органов безопасности, правительственные чиновники, поддерживающие светский режим журналисты, учителя, иностранцы, в арсенале приемов ВИГ — обстрелы, взрывы, в том числе автомобилей, похищения, угоны самолётов. ВИГ не имела иерархической структуры, действовала небольшими ячейками. Численность организации — несколько тысяч боевиков. ВИГ черпала поддержку со стороны алжирской диаспоры в Европе, а также Ирана и Судана.

## История
«Вооружённая исламская группа» начала масштабные террористические действия в начале 1992 года, после парламентских выборов в декабре 1991 года в Алжире, на которых в первом туре победил ИФС — самая большая исламская партия страны.
ВИГ регулярно совершала нападения на гражданских лиц, журналистов, и иностранных граждан.
- В 1990-х гг. группа провела террористическую кампанию, устроив резню[где?] мирных жителей, иногда уничтожая населения целых деревень зоне своего влияния.
- В сентябре 1993 года началась террористическая кампания против иностранцев, живущих в Алжире, за это время было убито более 100 человек, главным образом европейцев.
- В 1995 году провела серию терактов в Париже[2].
- 12 февраля 2001 года в городе Шерат от рук боевиков погибло 27 человек, большинство погибших были детьми[3].
- 10 июня 2001 года в провинции Бешар боевики ВИГ убили 5 человек, одного похитили[4].
- 26 мая 2003 года боевики в провинции Шелифф убили 14 человек[5].